# Иден, Джордж, 1-й граф Окленд
Джордж Иден, 1-й граф Окленд (англ. George Eden, 1st Earl of Auckland; 25 августа 1784 — 1 января 1849) — британский политик из партии вигов и колониальный администратор. Он трижды был Первым лордом Адмиралтейства и также служил как генерал-губернатор Индии в 1836—1842 годах.

## Начало и образование
Родившись в Бекенхэме, Кент, Окленд был вторым сыном Уильяма Идена, 1-го барона Окленда, и Элеанор, дочери сэра Гилберта Эллиота, 3-го баронета. Его сестрой была путешественница и писательница Эмили Иден, которая посещала Индию, оставаясь на длительные сроки, и описывала свои впечатления. Получил образование в Итоне и Крайст-Чёрче в Оксфорде и, присоединившись к Линкольнс-инн, был допущен к занятиям адвокатурой в 1809 году. Он стал наследником титула барона после того, как его старший брат Уильям Иден утонул в Темзе в 1810 году.

## Политическая карьера, 1810—1836
Окленд был избран в Парламент от Вудстока в 1810 году сменив своего старшего брата, Уильяма). Должность эту он занимал до 1812 года и снова между 1813 и 1814 годами. В 1814 году он наследовал титул барона от отца и занял своё место в Палате лордов, поддерживая реформистов. В 1830 году он стал министром торговли и главой монетного двора при лорде Грее. Он стал Первым лордом Адмиралтейства при лорде Грее, а затем при лорде Мельбурне в 1834 году и снова при Мельбурне в 1835 году. Он дал разрешение Уильяму Гобсону отплыть в Ост-Индию; последний, воздавая Окленду должное, назвал в его честь новый город — Окленд в Новой Зеландии в 1840 году. Город Иден и графство Окленд в Новом Южном Уэльсе также были названы в его честь.

## Генерал-губернатор Индии, 1836—1842
В 1836 году Окленд был назначен генерал-губернатором Индии. Его личным секретарём был Джон Рассел Колвин, который дослужился до губернатора Северо-Западных провинций назвал своего сына в честь лорда. Как законодатель он посвятил себя в первую очередь улучшению местной системы образования и развитию промышленного производства в Индии. Но осложнения в Афганистане прервали в 1838 году его работу. Лорд Окленд решился на войну и 1 октября 1838 года в Симле обнародовал специальный манифест («манифест в Симле»), который свергал Дост Мухаммеда. После успешных операций в начале войны он получил титул барона Идена и графа Окленда. Однако афганская кампания в конечном счёте окончилась неудачей. Он передал пост генерал-губернатора лорду Элленборо и вернулся в Англию в следующем году.

## Политическая карьера, 1842—1849
В 1846 году он снова стал Первым лордом Адмиралтейства, на сей раз при лорде Джоне Расселе. Он занимал данную должность вплоть до своей смерти тремя годами позже.

## Личная жизнь
Лорд Окленд умер на Новый год в 1849 году в возрасте 64 лет. Он был холост, и после его смерти титул графа не был никем наследован, в отличие от титула барона, который был наследован его младшим братом Робертом.